# Jimmy Daywalt
Jimmy Daywalt est un pilote automobile d'IndyCar américain, né le 28 août 1924 à Wabash (Indiana, États-Unis) et mort le 4 avril 1966 à Indianapolis. Il a notamment disputé à huit reprises les 500 miles d'Indianapolis, entre 1953 et 1962. Il débuta en compétition en catégorie Sprint car en 1947 avant de se tourner vers l'Indy car. Il donna également des cours de conduite dans les universités américaines.